# 율촌역 열차 탈선 사고
율촌역 열차 탈선 사고는 2016년 4월 22일 전라선 율촌역에서 성산역 방향 전방 200m 지점에서 여수엑스포역 방향으로 운행 중이던 무궁화호 제1517호 열차가 탈선 후 전도된 사고이다.

## 개요
2016년 4월 22일 전라선 율촌역에서 성산역 방향 전방 200m 지점에서 여수엑스포역 방향으로 운행 중이던 무궁화호 제1517호 열차가 탈선 후 전도된 사고이다.

## 사고 경위
2016년 4월 21일 오후 10시 45분경, 용산역을 출발해 여수엑스포역으로 운행하던 무궁화호 제1517호 열차가 2016년 4월 22일 오전 3시 41분경 갑자기 탈선하여 전도되었다. 이 사고로 기관사 1명이 사망하였으며, 승객 8명이 중경상을 입었다. 또한 사고 복구의 여파와 전차선 구조물이 파손되면서 전라선 순천역~여수엑스포역간 열차 운행이 중단되었다.

### 사고 원인
조사 결과 곡선 구간에서 127km/h로 과속했던 것으로 드러났다. 당시 순천 - 율촌 사이에서 전차선 보수작업으로 인해 하행선을 막아 상행 선로만 이용 중이었는데, 율촌역 진입 때 50km/h로 달리라는 관제를 무시하고 127km/h까지 높였다가 탈선한 후 율촌역을 200m 앞두고 철로의 신호 기둥과 2차로 충돌한 것으로 드러났다. 본래 3시 23분에 순천역을 출발, 여천역에 3시 41분에 도착한 뒤 종착역인 여수엑스포역에 3시 52분에 도착할 예정이었으나 감속과 선로변경 등으로 인해 6분 늦은 오전 3시 29분쯤 순천역을 출발했고, 순천에서는 규정 속도인 50km/h로 달리다가 지연도착을 우려해 과속하면서 사고가 난 것으로 보이고 있다.
하지만 이는 관제사의 주장이고, 부기관사는 생존해 있어 간략하게 조사를 한 결과 다른 이유가 있을 수도 있다는 주장이 제기되었다. 부기관사의 증언에 따르면 관제사가 율촌역이 아닌 덕양역에서 선로 변경을 지시했다고 했기 때문이다. 이에 따라 자세한 사고 원인은 운행 기록을 살펴보아야 알 수 있게 되었다. 코레일에서 블랙박스 조사에 들어간다고 밝혔다.
과속 외에도 처음부터 선로의 구조에 문제가 있었다는 주장도 나왔다. 사고 지점 근처에 위치해 있는 모텔 때문에 전라선 공사 때 보상비를 줄이려고 선로가 이상하게 되었다는 주장이 제기되고 있었지만, 이는 사실무근으로 결론났다.

## 사고 여파
이 사고로 전라선 순천역~여수엑스포역 구간을 운행하는 모든 열차가 운행 중지되어 순천역 ~ 여수엑스포역 구간은 전세버스를 이용해 연계 수송하였으며, KTX 열차는 순천역, 남원역, 전주역이, ITX-새마을 열차는 전주역이 착발역이 되었다. 사고 당일인 2016년 4월 22일 오후 10시경에 상행선이 복구되었으며, 그 다음 날인 2016년 4월 23일 오전 12시 30분경 하행선도 복구 되면서, 사고 당일 밤 용산역에서 출발한 일부 심야 열차가 정상 통과하였다. 또한 당시 55세의 사고 열차 기관사 정아무개에게는 과실치사 혐의를 적용해 입건하는 방안이 검토되고 있다.